# Louis Braille
Louis Braille, né le 4 janvier 1809 à Coupvray (Seine-et-Marne) et mort le 6 janvier 1852 à Paris, est un enseignant, inventeur et musicien français.
Il est l’inventeur éponyme d’un système d’écriture tactile à points saillants, à l’usage des personnes aveugles ou fortement malvoyantes.

## Biographie

### Enfance
Louis Braille naît le 4 janvier 1809 dans la petite commune de Coupvray à une quarantaine de kilomètres à l'est de Paris. Il est baptisé le 8 janvier 1809 à l'église Saint-Pierre à Coupvray par l'abbé Pillon, le baptême a eu lieu rapidement en raison de la santé jugée très fragile de l'enfant.

Maison natale de Louis Braille
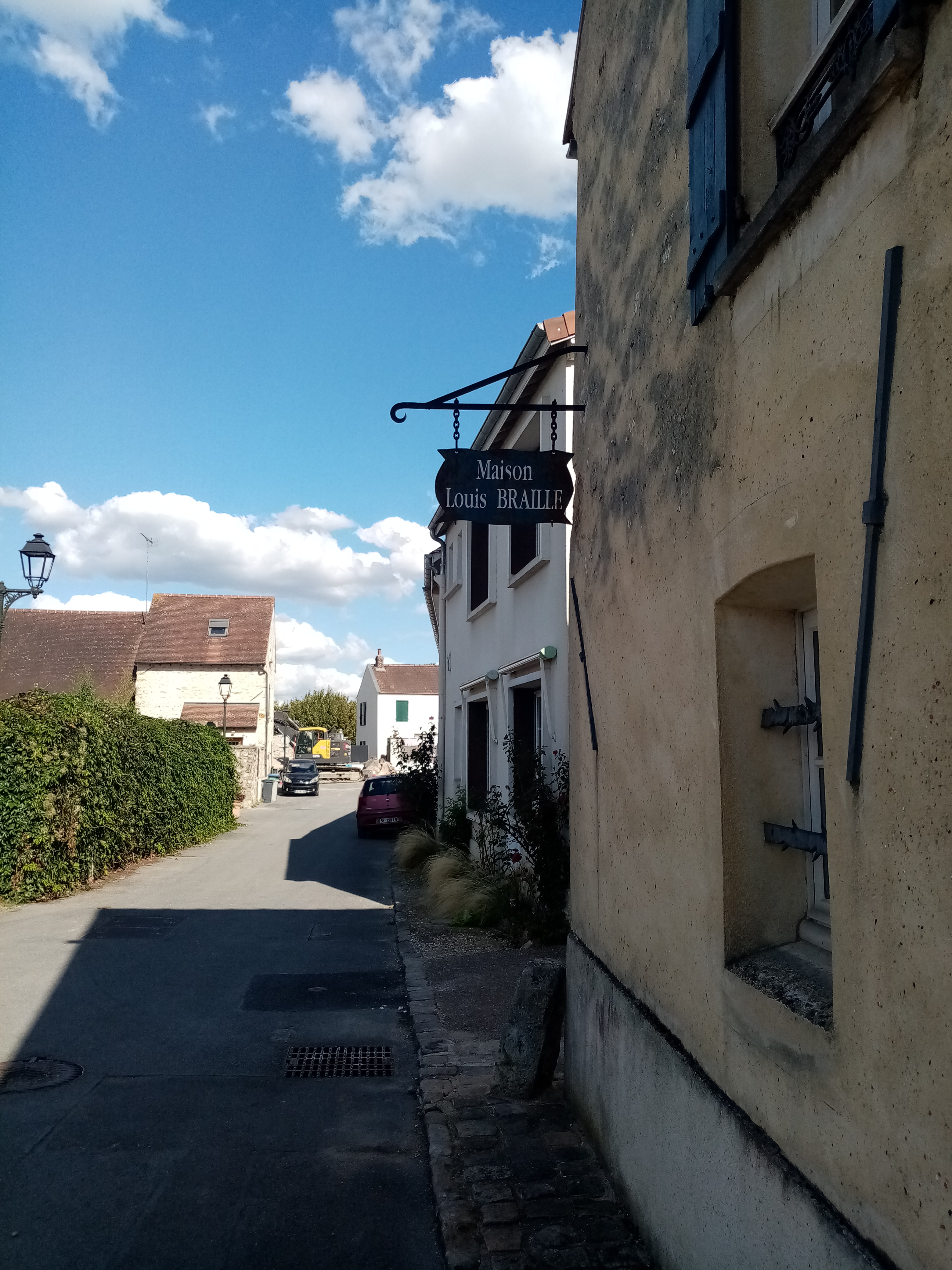
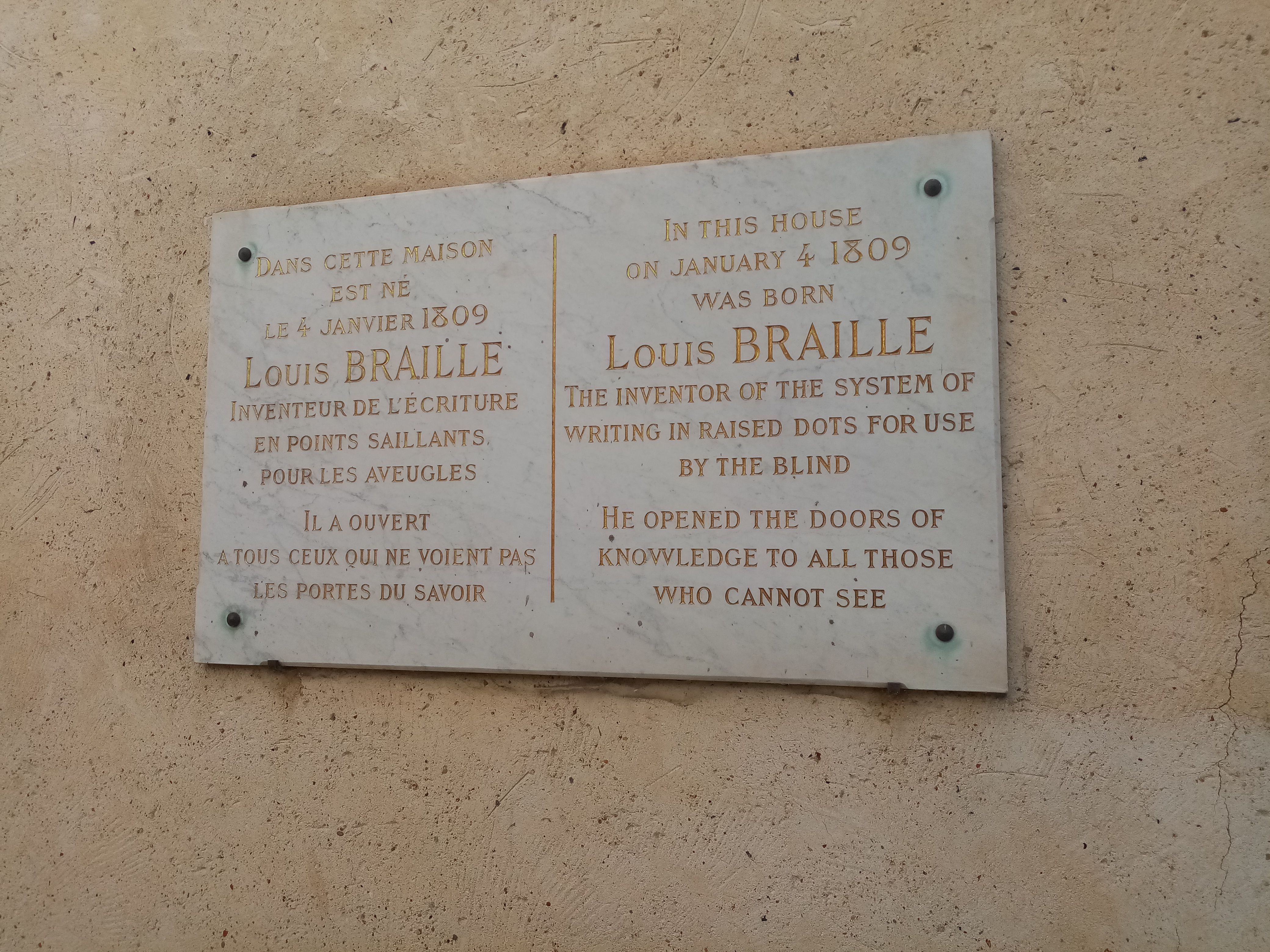
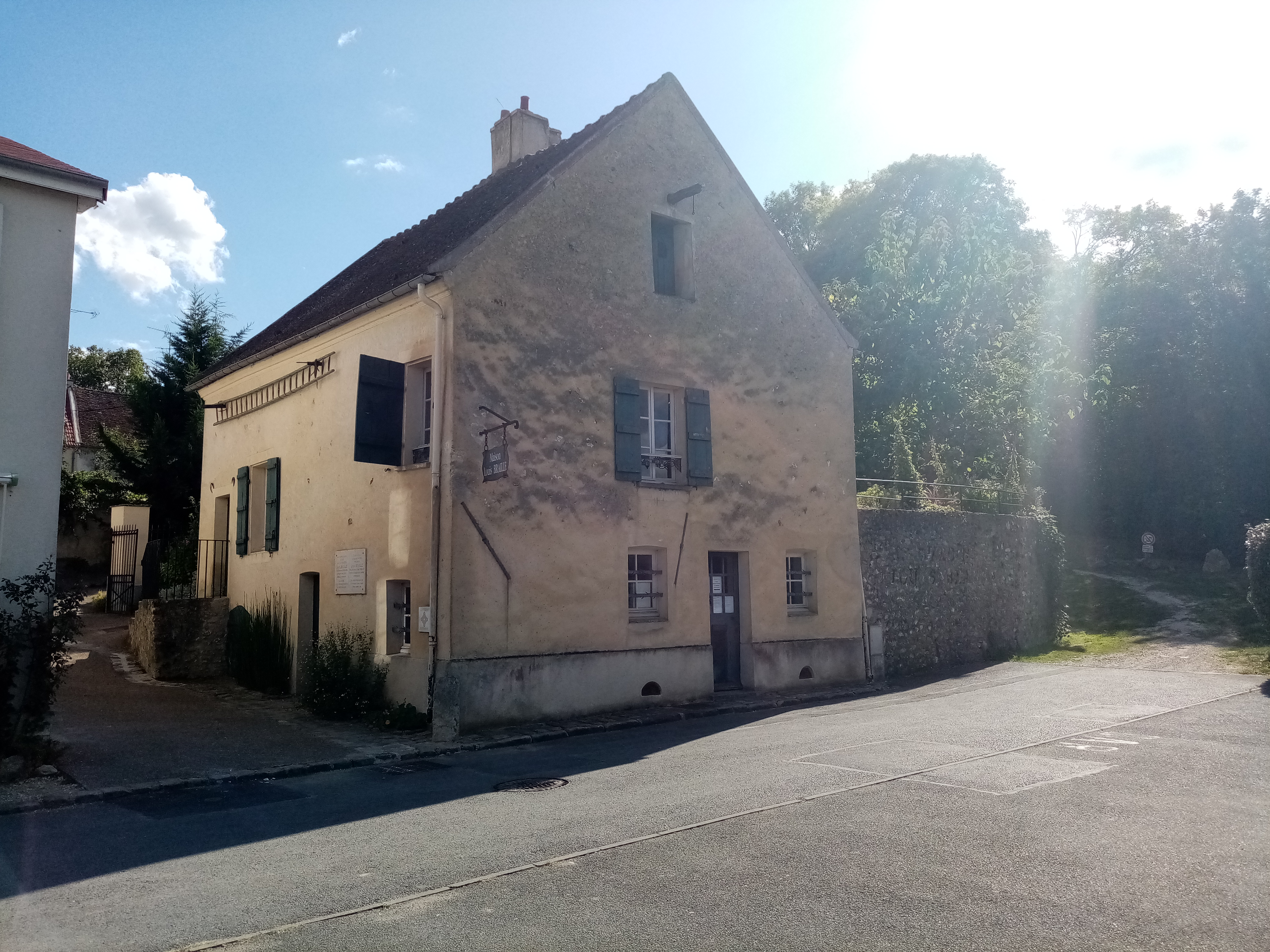

Le père de Louis Braille exerce le métier de bourrelier du village, fabriquant des harnais, des sacs et des courroies de cuir. Très jeune, Louis Braille manifeste un vif intérêt pour le maniement des outils. Dès qu'il sait marcher, il se glisse en toute occasion dans l’atelier de son père pour y jouer. À l'âge de trois ans, alors qu’il fait des trous dans un morceau de cuir avec une alêne, celle-ci lui échappe et blesse gravement son œil droit. Deux ans plus tard, son œil gauche sera atteint ensuite par une ophtalmie sympathique puis une uvéite consécutive au traumatisme du premier. Cette situation provoque sa cécité,.

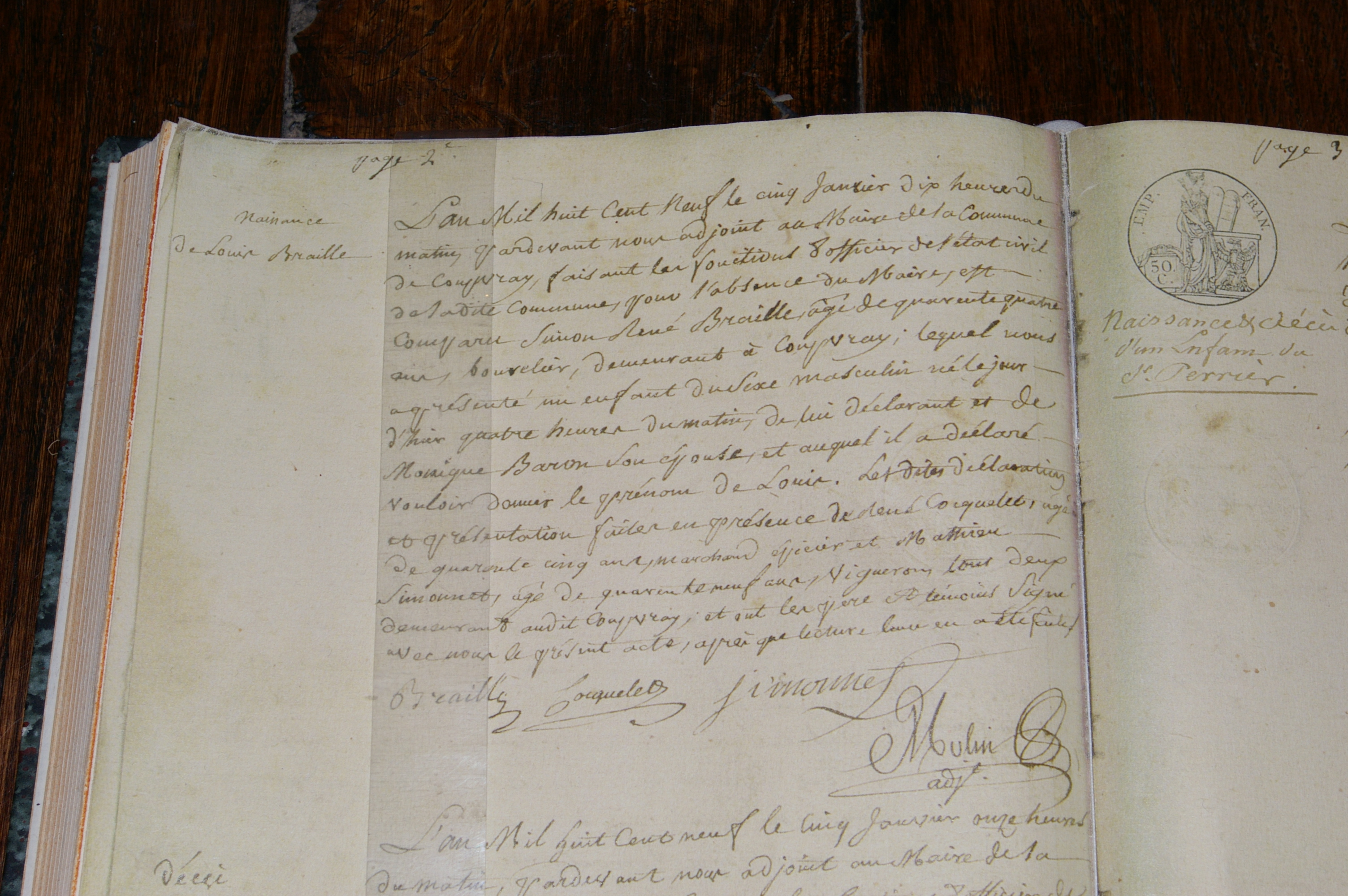
Acte de naissance de Louis Braille à Coupvray.
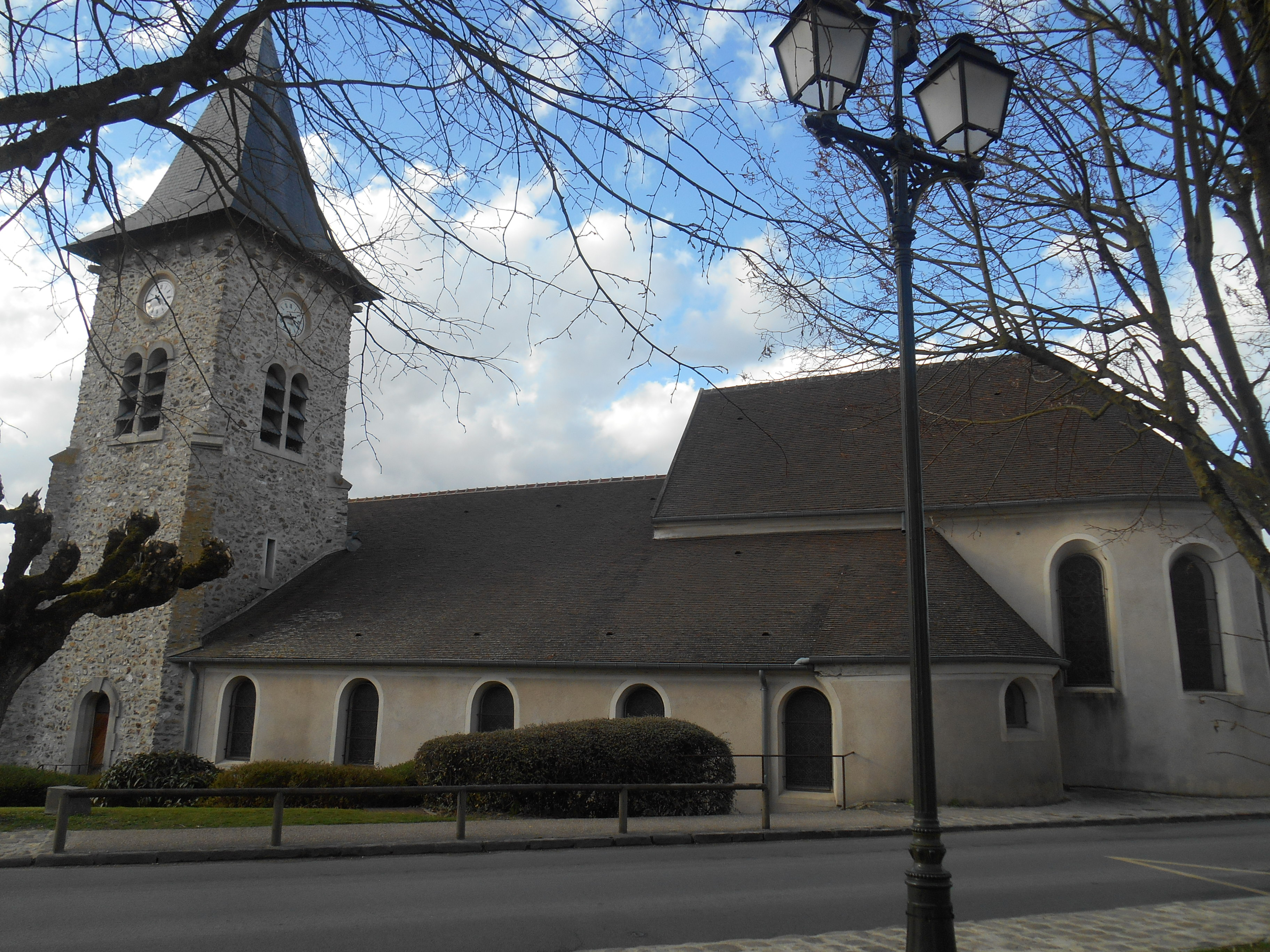
Église de Coupvray où Louis Braille a été baptisé.

### Éducation
Aveugle, Louis Braille suit les cours de l'école de Coupvray de 1816 à 1818. Comme son accident ne lui a pas fait passer l’envie de travailler le cuir, il s’y adonne de tout son cœur ce qui, probablement, l’aide à développer son habileté manuelle.
Ses parents, qui savent tous deux lire et écrire, se rendent bien compte de l'importance d'une bonne instruction pour un enfant handicapé. Alors que Louis a 10 ans, son père lui obtient, en écrivant plusieurs fois, et avec l'aide du curé de la paroisse et l'intervention du maire, le marquis d'Orvilliers, pair de France, une bourse pour son admission à l’Institution royale des jeunes aveugles, école fondée par Valentin Haüy. À l'école, les enfants apprennent à lire sur des lettres en relief mais ne peuvent pas écrire, car l'impression est faite avec des lettres cousues sur du papier. Dès son entrée à l’institution, Braille apparaît comme un élève brillant. Il réussit dans toutes les disciplines enseignées et obtient toutes les récompenses, qu’il s'agisse de tâches manuelles ou de travaux intellectuels. Braille n’a pas encore quinze ans qu’on lui confie déjà certaines responsabilités d’enseignement. Malheureusement, les dortoirs et les salles de classe du pensionnat ne sont ni aérées ni propres : Louis Braille y attrapera la tuberculose.

### L’alphabet braille

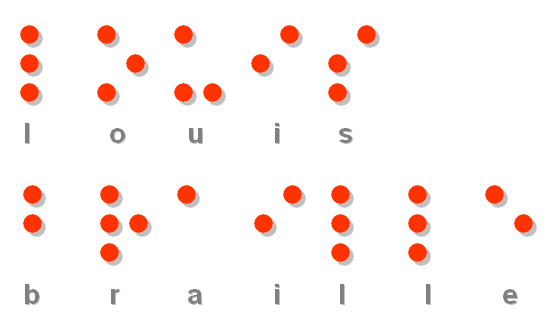
Louis Braille écrit en braille.

En 1821, l'Institution royale des jeunes aveugles adopte la méthode d'écriture ponctuée inventée par Charles Barbier de la Serre pour l'usage des aveugles. Après avoir utilisé cette méthode pendant un certain temps, Braille veut y apporter quelques améliorations. Par exemple, la méthode Barbier ne peut pas être utilisé pour la musique ni la mathématique.
Braille travaillait avec acharnement, surtout le soir et la nuit et pendant ses vacances. Après quelque temps, son alphabet est presque au point, vers 1825. C’est en 1827 (Braille a alors 18 ans) que cette écriture reçoit pour la première fois la sanction de l’expérience : la transcription de la Grammaire des grammaires.
En 1829 paraît, imprimé en relief linéaire qui est encore l’écriture officielle à l’institution, l’ouvrage intitulé Procédé pour écrire les paroles, la musique et le plain-chant au moyen de points, à l’usage des aveugles et disposés pour eux, par Louis Braille, répétiteur à l’Institution royale des jeunes aveugles. C'est le véritable acte de naissance du système braille. Ce premier alphabet n’est pas exactement l'actuel, mais sa partie principale — les quatre premières séries — est la même de nos jours ; il comporte, outre les points, un certain nombre de traits lisses pour la ponctuation et la musique. Dans son exposé, Braille décrit la « planchette » et le « stylet » mais ne dit pas comment réaliser les traits lisses. On ne connaît pas les règles que Braille s’est fixées pour établir la première série de signes, dont les autres découlent. Ce que l’on sait, c’est que Braille a été très attentif à écarter les signes qui auraient pu prêter à confusion car trop proches les uns des autres.
Malgré ses défauts de jeunesse, ce système est d’ores et déjà supérieur à celui de Barbier. Il est beaucoup plus facile à déchiffrer car ses caractères sont de moitié moins hauts (six points maximum au lieu de douze). Barbier reconnaît la valeur de la méthode de Braille, ce qui encourage ce dernier à apporter des innovations à son écriture. Par la suite, l’emploi du braille ne fait que se développer mais il faut plus de 25 ans pour qu’il soit officiellement adopté en France.
Le braille connaît cependant quelques difficultés, et notamment, entre 1840 et 1850, une « crise du braille » à la suite du renvoi et de la mise à la retraite prématurée du directeur Alexandre-René Pignier, qui avait fortement soutenu Braille, accusé de corrompre la jeunesse par l’enseignement de l’histoire. Son successeur, Pierre-Armand Dufau commence par essayer de limiter l’usage du braille à la musique. Il n’y réussit pas vraiment et, finalement, à partir de 1844, le braille est encore une fois adopté à l'école et reprend son ascension.

### Activité musicale
Louis Braille fut aussi un organiste de talent qui apprit à jouer à l’Institut des jeunes aveugles dans la classe de Jean-Nicolas Marrigues (1757-1834). Il fut titulaire de l’orgue de l’église Saint-Nicolas-des-Champs à Paris dès 1834, ainsi que de l’orgue de l’église Saint-Vincent-de-Paul en 1845.

### Mort et panthéonisation

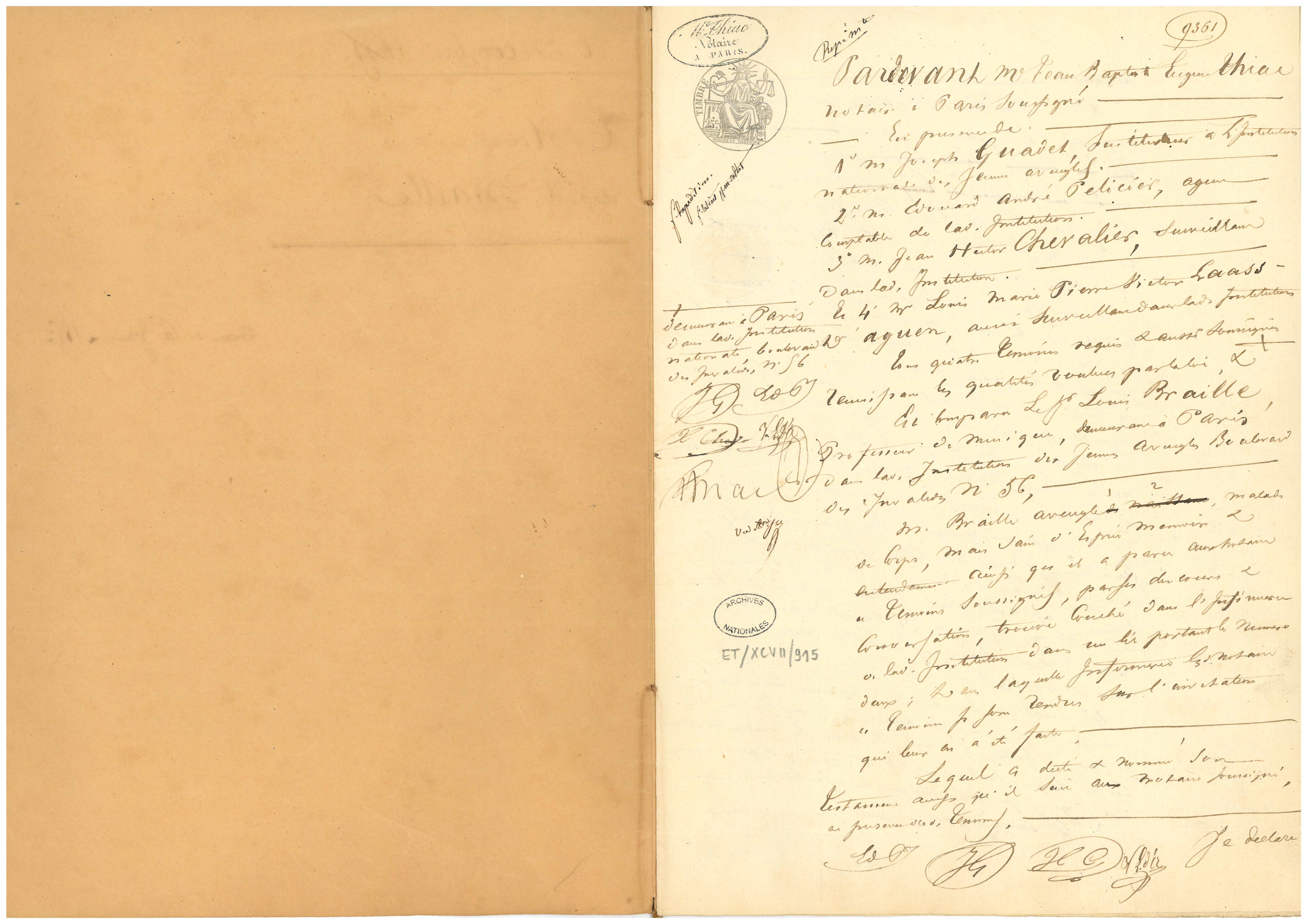
Testament de Louis Braille 26 décembre 1851- Archives nationales

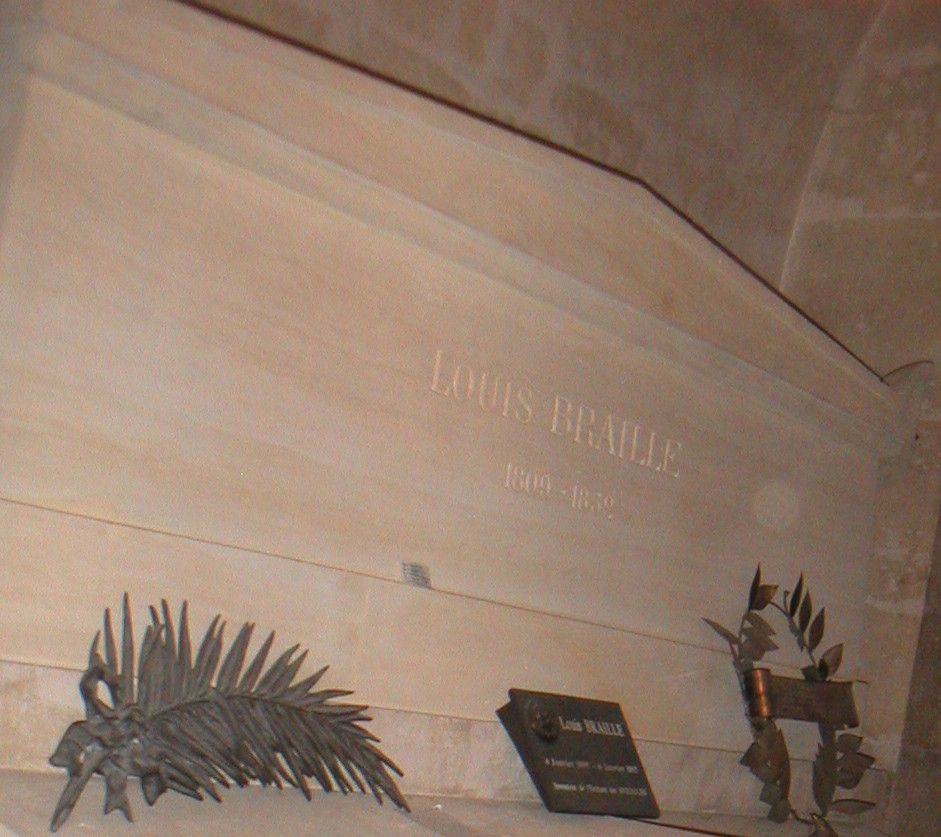
Tombe de Louis Braille au Panthéon de Paris.

Vers 1835, Braille commence à être sujet à des quintes de toux de plus en plus régulières. On allège alors petit à petit ses tâches de professeur, ne lui laissant à partir de 1840 que ses leçons de musique. Il décide de lui-même, en 1844, d’abandonner définitivement l’enseignement. Il profite de son temps libre pour essayer de donner encore plus d’ampleur à son travail et inaugure en 1847 la première machine à écrire le braille. Cependant, dans la nuit du 4 au 5 décembre 1851, une hémorragie abondante du poumon l’oblige à cesser toute activité.
Alité, de plus en plus affaibli par des hémorragies successives, il meurt le 6 janvier 1852 de la tuberculose dans l'ancien 10e arrondissement de Paris, en présence de ses amis et de son frère, après avoir reçu l’extrême-onction. Il est inhumé le 10 janvier à Coupvray, selon la volonté de sa famille. Sa dépouille est transférée un siècle plus tard au Panthéon de Paris, mais ses mains restent inhumées dans sa tombe de Coupvray, en hommage à son village d’enfance.

## Postérité
Braille est essentiellement connu pour l’écriture à points saillants qui porte son nom. Mais il ne s’est pas limité à cette invention.
Il restait en effet un problème important que le braille ne résolvait pas : celui de la communication entre aveugles et voyants, qui avait été une des préoccupations majeures de Valentin Haüy. On ne pouvait évidemment pas demander que le braille soit enseigné dans les écoles des voyants, même si cette écriture ne présentait aucune difficulté d’apprentissage pour qui utilisait ses yeux et non ses doigts. C’était aux aveugles de se mettre à la portée des voyants et Louis Braille en était parfaitement conscient. Mettant une fois de plus en action son imagination et son intelligence, il inventa une méthode nouvelle qu’il exposa en 1839 dans une petite brochure imprimée en noir, intitulée Nouveau procédé pour représenter par des points la forme même des lettres, les cartes de géographie, les figures de géométrie, les caractères de musique, etc., à l’usage des aveugles. Cette méthode — aussi nommée « décapoint » — était basée sur un repérage, par coordonnées, de points en nombre suffisant pour permettre d'une part la reconnaissance visuelle de lettres, chiffres et autres signes des voyants, d’autre part leur reconnaissance tactile par les aveugles.
De nombreuses villes françaises ont donné le nom de Louis Braille à l’une de leurs rues. Dans le 12e arrondissement de Paris, la rue Louis-Braille se situe entre l'avenue du Général-Michel-Bizot et le boulevard de Picpus.
À Tunis, l'avenue Louis-Braille est nommée en son honneur.

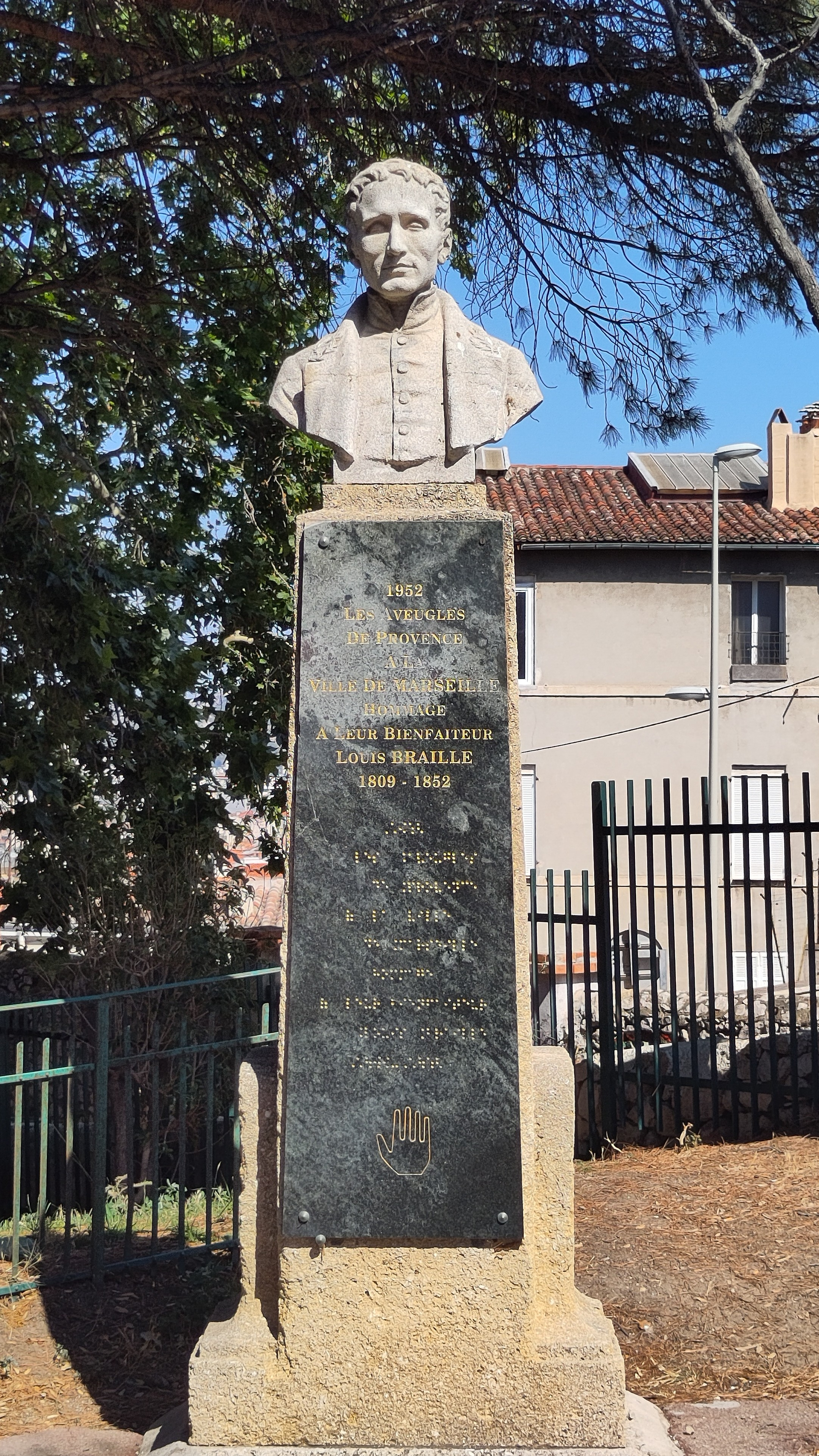
Raoul Emily, Monument à Louis Braille, Marseille, jardin de la colline Puget.
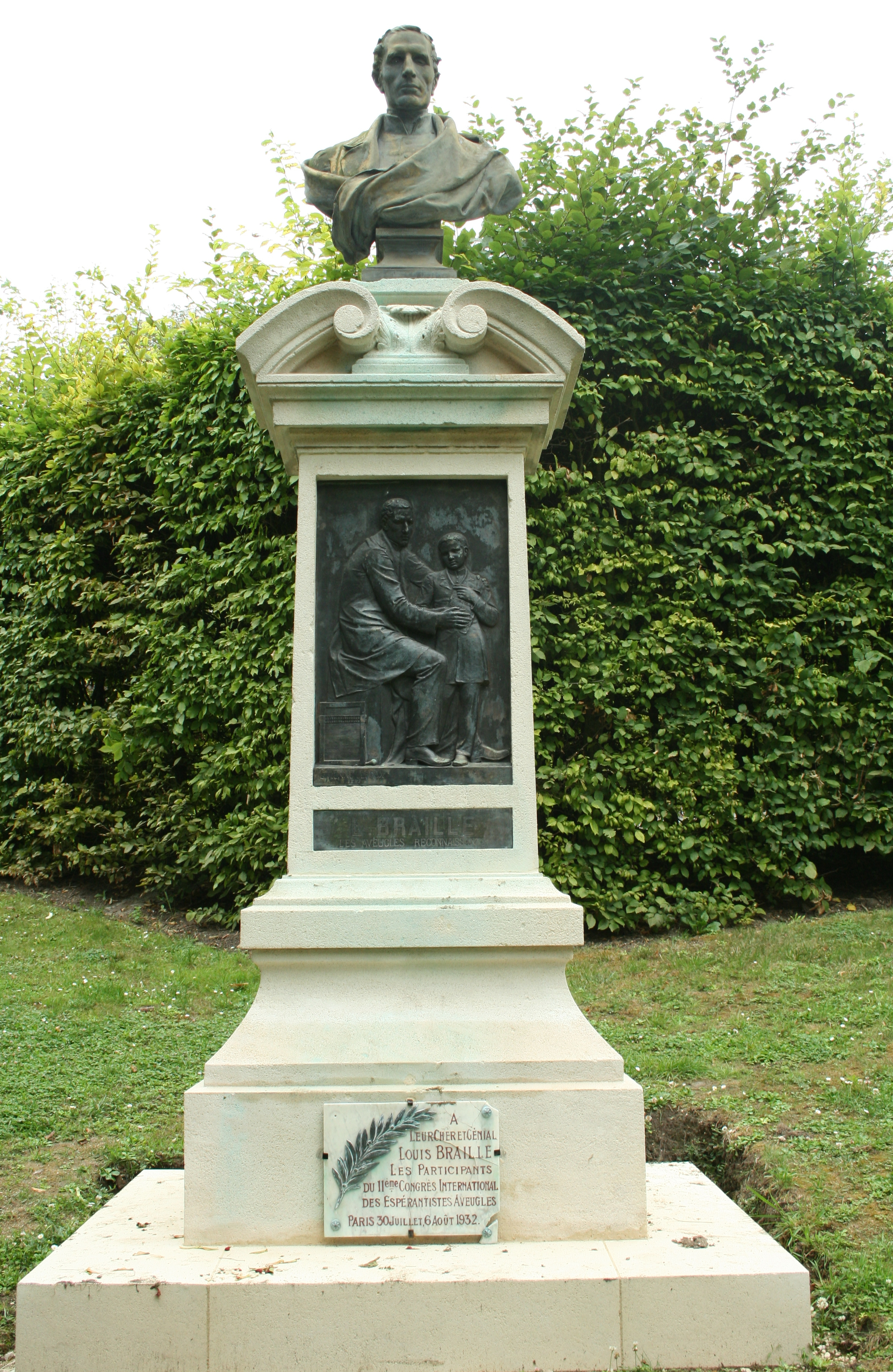
Frédéric-Étienne Leroux, Monument Louis Braille (1887), Coupvray. Élevé grâce à une souscription internationale[9].
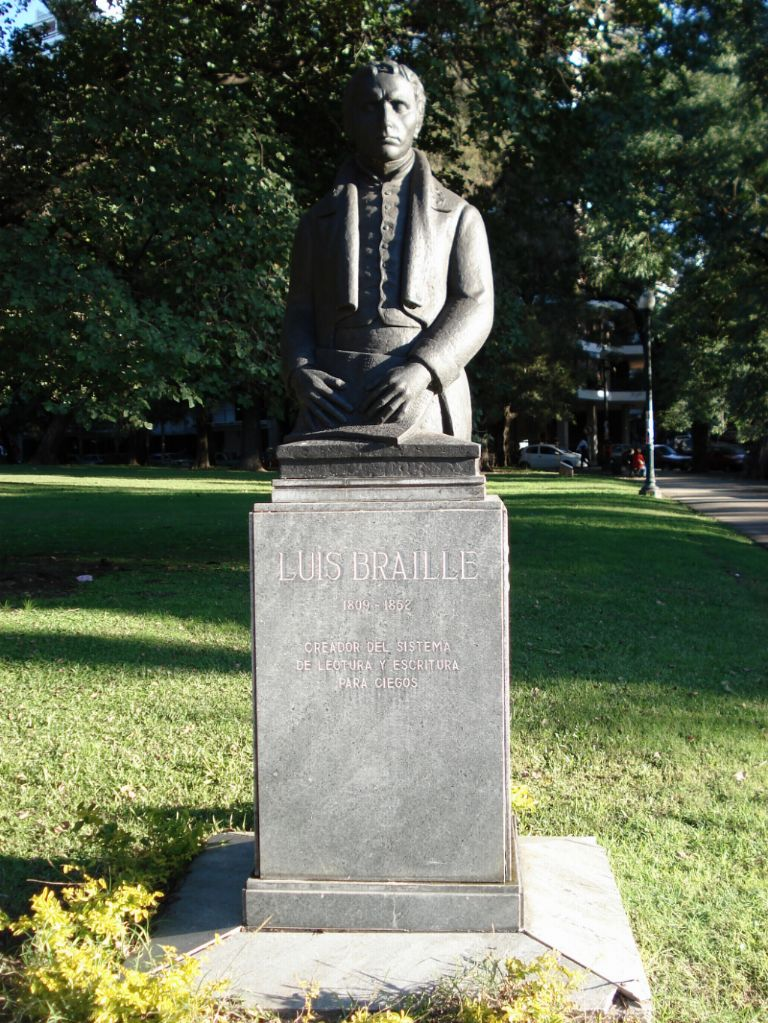
Monument à Louis Braille, Buenos Aires.
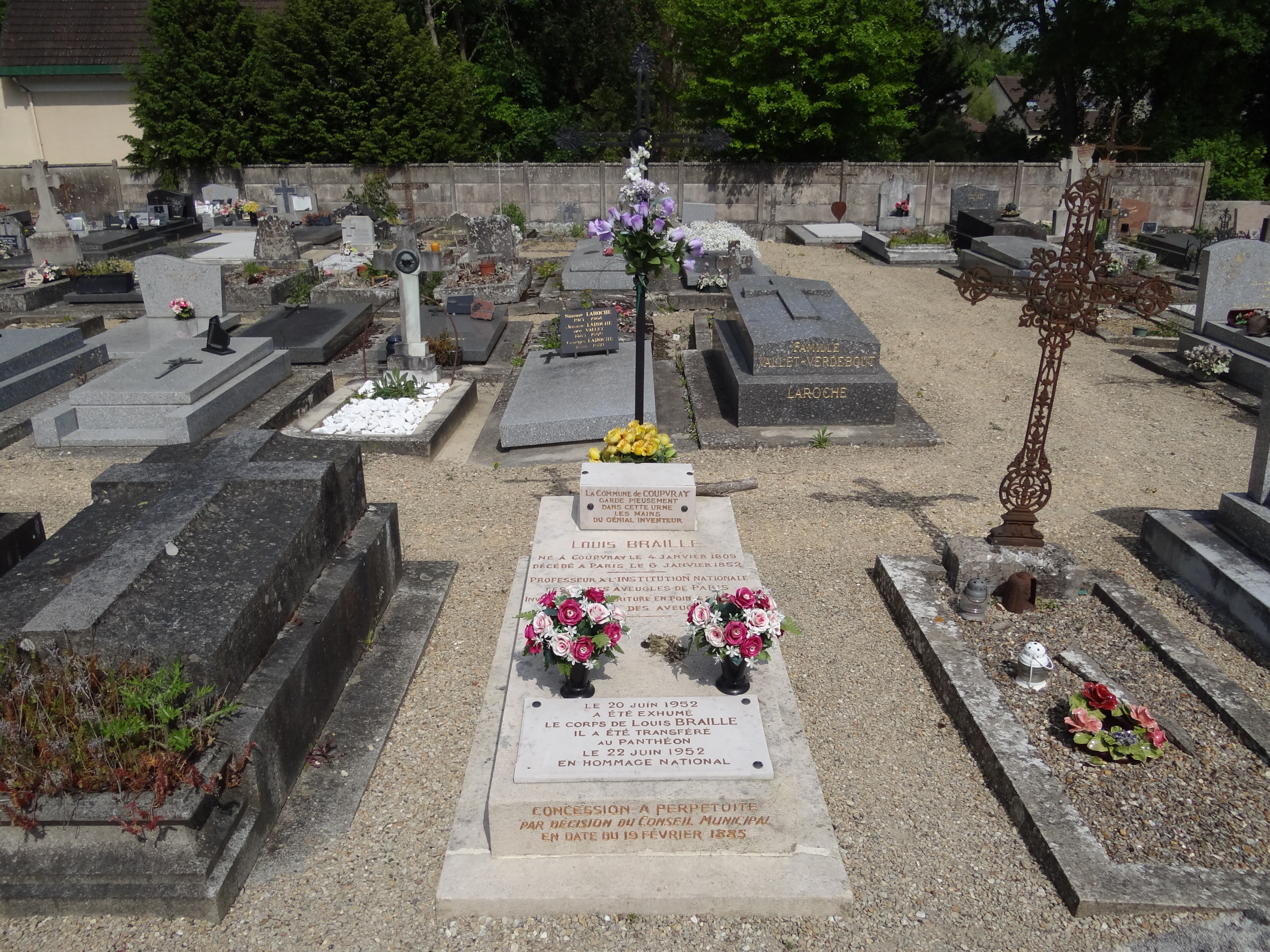
Sépulture de Louis Braille à Coupvray. Ses mains sont conservées dans l'urne posée sur sa tombe, le reste de son corps repose au Panthéon de Paris[9].

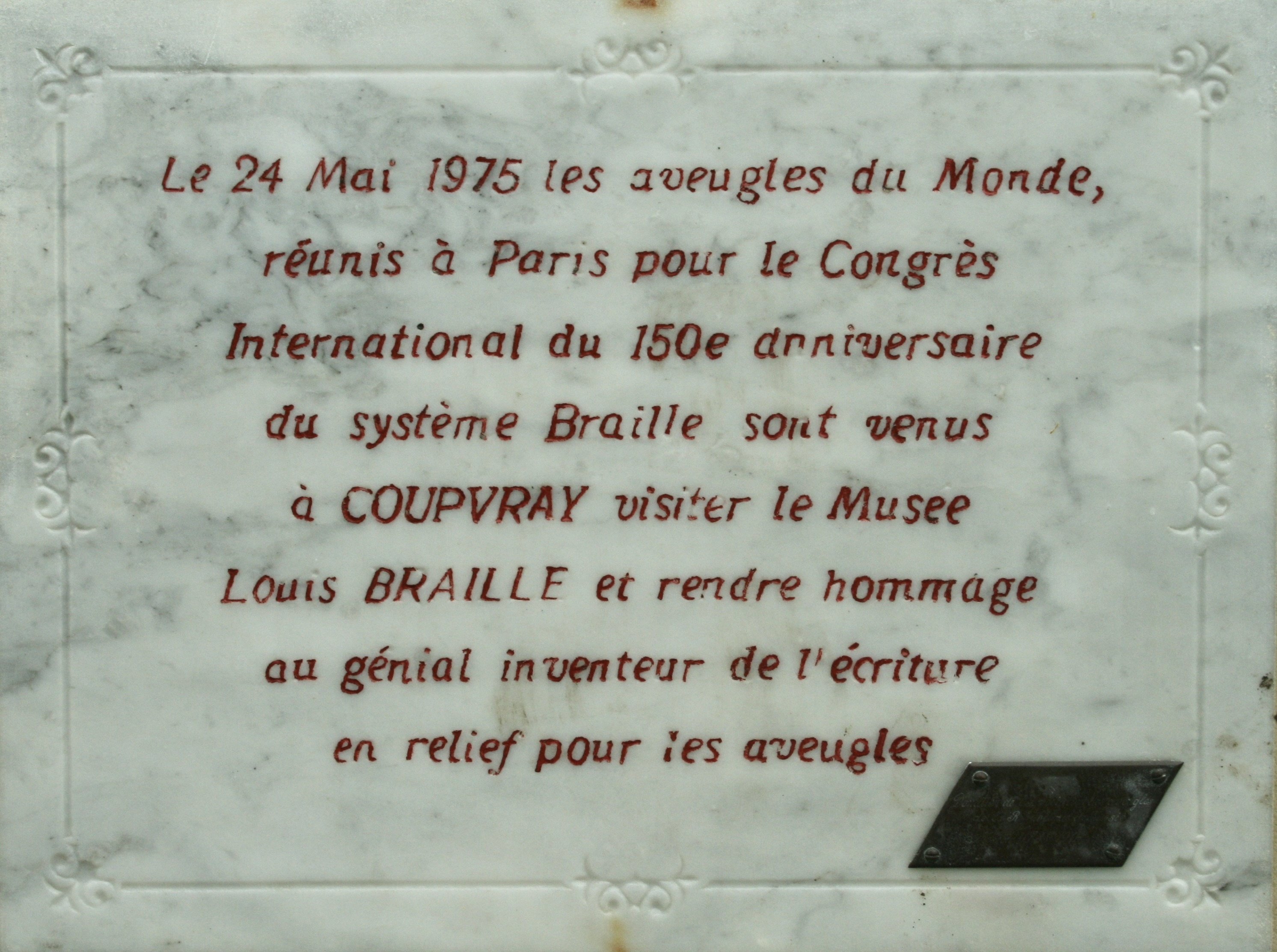
Plaque commémorative du 150e anniversaire du système Braille (1975), Coupvray.
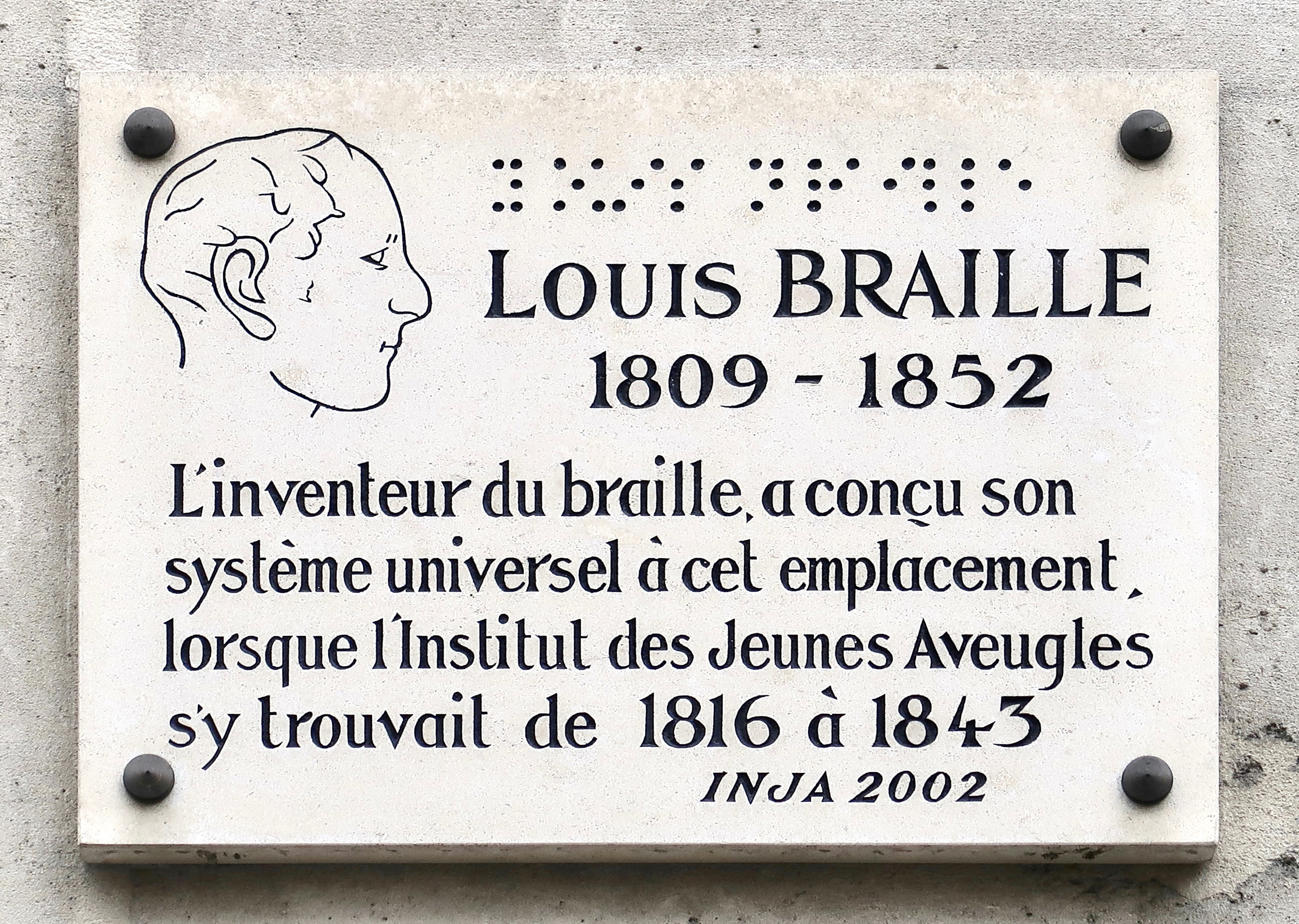
Plaque commémorative au 2, rue des Écoles à Paris, où se trouvait initialement l'Institut national des jeunes aveugles.

## Commémoration de 2009

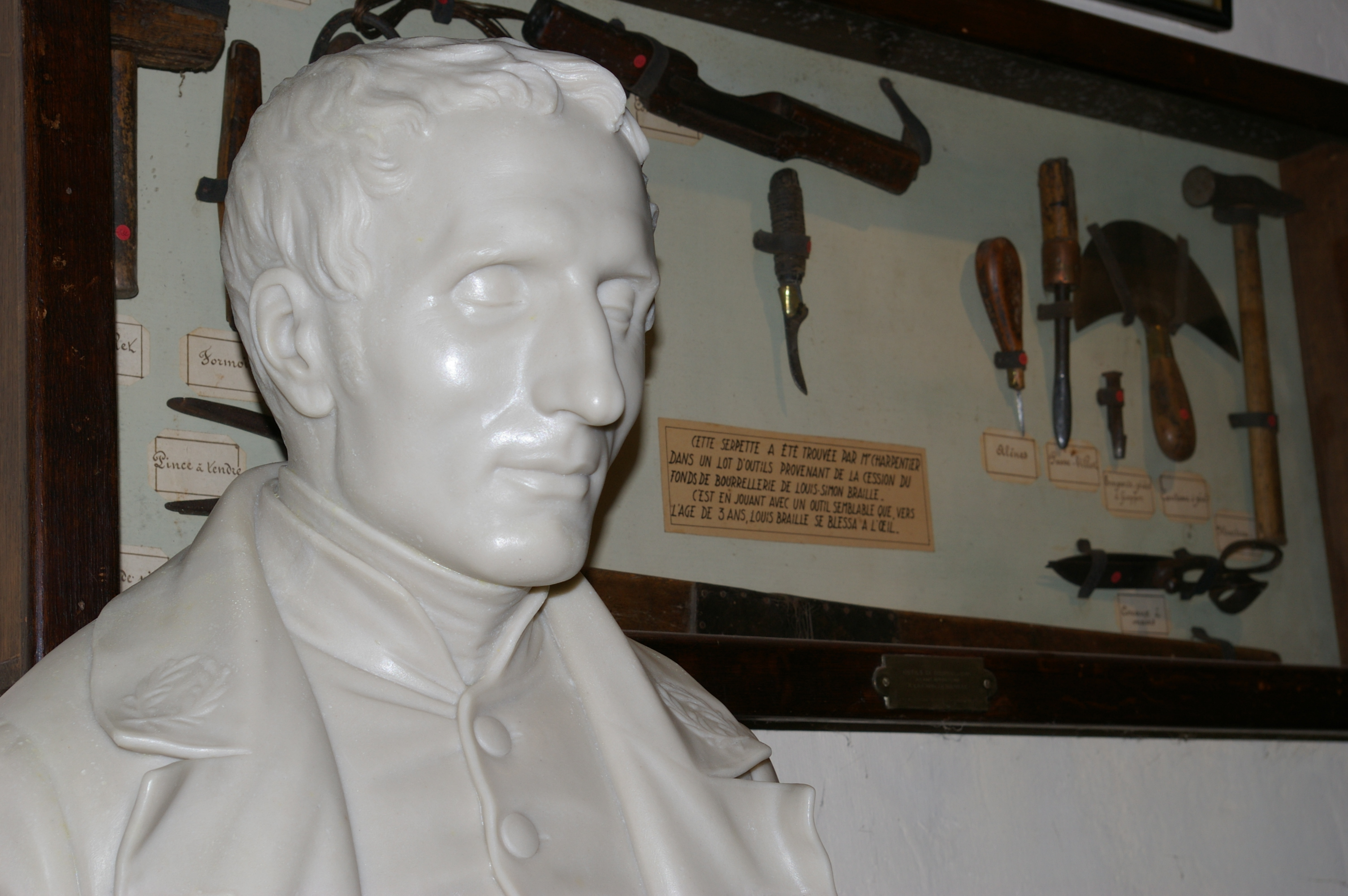
Buste de Louis Braille dans sa maison natale.

Tout au long de l’année 2009, divers événements ont été organisés, en France et à l’étranger, pour célébrer le bicentenaire de la naissance de Louis Braille. Au-delà de l’hommage rendu à l'inventeur de l’écriture à six points, ces événements ont été l'occasion de sensibiliser le grand public à la cause de la déficience visuelle.
À Coupvray, un arbre du Bicentenaire (un paulownia tomentosa) odorant a été inauguré le 4 janvier dans le jardin de la maison natale par les enfants des écoles. Le bureau de poste de Coupvray a affranchi les enveloppes premier jour associées au timbre commémoratif organisé avec La Poste, la commune, la maison Louis Braille et le club philatélique de Lagny. Un bureau provisoire a été ouvert. Une enveloppe premier jour illustrée d'une aquarelle de la peintre locale Liliane Vieville et des expositions philatéliques y ont été présentées et le timbre gravé par André Lavergne y a été vendu.
À Paris, une messe commémorative a été célébrée dans la chapelle de l’Institut national des jeunes aveugles. L’après-midi, les autorités françaises et internationales ont déposé une gerbe sur la tombe de Louis Braille au Panthéon. Le soir, Jean-Pierre Leguay a donné un concert d’orgue à Notre-Dame de Paris.
Du 5 au 8 janvier 2009, 466 participants venus de 46 pays ont célébré l'événement en prenant part au colloque international « Braille 1809–2009 : l'écriture à 6 points et son avenir ». Ce colloque organisé par l’Association Valentin Haüy et l'Institut national des jeunes aveugles s'est tenu au siège de l'UNESCO à Paris.
Le 24 mars 2009 s'est tenue l'inauguration officielle de l'exposition itinérante à destination des villes de France et d'Europe : « Au doigt et à Louis - Le braille : la preuve par 6 », au conseil régional d'Île-de-France. Celle-ci s'est articulée autour de quatre thèmes principaux : « Le braille, un domino pour tout savoir », « L'histoire de Louis Braille et la réussite de son système », « Le développement des techniques de production », « Vivre au quotidien sans voir, suppléance des sensations et la conquête d'une nouvelle frontière : l'image tactile ».
Du 18 au 20 juin, un congrès organisé par le Comité international pour la commémoration du bicentenaire de la naissance de Louis Braille s’est tenu dans les hôtels du parc Disneyland à proximité de Coupvray. Le dernier jour du congrès, le livre d’or recueillant les témoignages de gratitude des aveugles du monde entier a été déposé à la maison natale de Louis Braille. Les visiteurs ont eu accès à une exposition historique et philatélique organisée par les associations d'histoire locale et le club philatélique Coupvray-Esbly.
En septembre, pour les journées du Patrimoine, c'est toute l'intercommunalité (le San du val d'Europe), dont fait partie Coupvray, qui a mis en valeur l'accessibilité à son patrimoine, en commençant par la médiathèque du centre urbain qui a inauguré son exposition thématique du 2e semestre et accompagné le début de la publication de la charte de Coupvray dans le monde entier.
La Belgique et l'Italie ont célébré les 200 ans de la naissance de Louis Braille en frappant des pièces de 2 € commémoratives à son effigie.